# 작은마름뼈

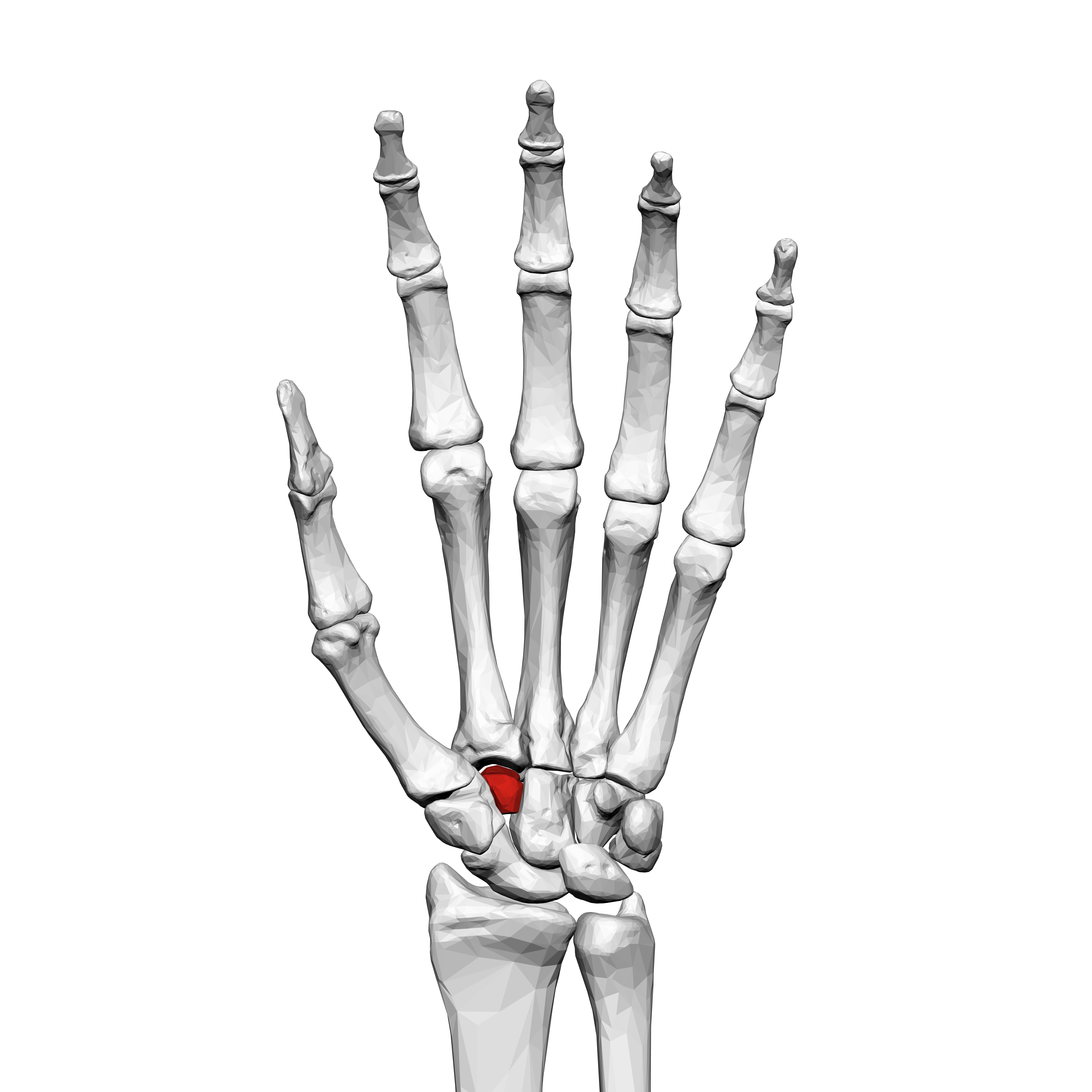
왼손의 해부 모습. 작은마름뼈는 빨간색으로 표시되어 있다.

작은마름뼈(Trapezoid bone) 또는 소능형골은 손목뼈 원위열(distal row of carpal bones) 중 하나이다.